# Терентьєв Герасим Львович
Терентьєв Герасим Львович (4 (16) березня 1864 — після 1922 р.) — російський імперський жандармський полковник, помічник начальника Віленського губернського жандармського управління в Віленському повіті, помічник начальника Харківського губернського жандармського управління в місті Харків, начальник Орловського, Катеринославського, Казанського губернських жандармських управлінь.

## Життєпис

### Походження, освіта
Спадковий дворянин. Освіту здобув в Єлисаветградській військовій прогімназії і в Одеському піхотному юнкерському училищі (де навчався за першим розрядом).

### Військова служба
На службу Г. Л. Терентьєв вступив, за власним бажанням «рядовим на правах однорічника 3-го розряду за освітою», будучи зарахованим 23 грудня 1881 року (4 січня 1882) до 315-го піхотного Керч-Єнікальського полку.
12 (24) серпня 1882 року Терентьєва відрядили до Одеського піхотного юнкерського училища, для «проходження курсу в ньому». 20 серпня (1 вересня) того ж року був зарахований в підготовчий клас, з перейменуванням на юнкера. 3 (15) лютого 1884 року Терентьєв отримав звання унтер-офіцер. 7 (19) серпня 1884 року, зарахований до старшого класу. 6 (18) серпня 1885 року затверджений в званні «відділеного начальника», а 7 (19) серпня — наказом начальника штабу Одеського військового округу, отримав чин підпрапорщика.
28 жовтня (9 листопада) 1885 року Терентьєв отримує офіцерський чин поручника (зі старшинством з 1(13) вересня 1885 року).
З 27 лютого (11 березня) по 29 березня (10 квітня), а також з 28 серпня (9 вересня) до 29 вересня (11 жовтня) 1890 року його відряджено «у веденні повітових військових начальників» для навчання ратників державного ополчення — Павлоградського та Олександрівського, відповідно.

### Служба в жандармерії
18 (30) листопада 1892 року Терентьєв був відряджений до штабу Окремого корпусу жандармів (ОКЖ) для випробування по службі і переводу згодом у Окремий корпус жандармів, що відбулося 3 (15) березня 1893 року.
4 (16) березня 1893 року наказом по ОКЖ він був призначений ад'ютантом Калузького губернського жандармського управління. 30 серпня (11 вересня) 1894 року взятий на вакансію штабсротмістра, але 30 вересня (12 жовтня) того ж року, відрахований з посади з залишенням в Окремому корпусі жандармів, з зарахуванням до резерву і з призначенням у розпорядження начальника Віленського губернського жандармського управління (ВГЖУ) .
6 (18) грудня 1895 Г. Л. Терентьєв отримує чин ротмістра, а 31 жовтня (12 листопада) 1897 року наказом по ОКЖ призначено помічником начальника ВГЖУ у Віленському повіті.
13 (26) серпня 1902 року наказом по Окремому корпусу жандармів його призначено помічником начальника Харківського губернського жандармського управління в місті Харків, 26 лютого (11 березня) 1905 року отримує чин підполковника.
3 (16) вересня 1912 року наказом по ОКЖ Г. Л. Терентьєва призначено виконуючим обов'язки начальника Орловського губернського жандармського управління, 6 (19) грудня 1912 року «за відмінність по службі» підвищено до полковника з затвердженням на посаді.
28 січня (10 лютого) 1914 року наказом по ОКЖ Г. Л. Терентьєва призначено начальником Катеринославського губернського жандармського управління.
Наказом по Одеському військовому округу на театрі військових дій № 201 від 29 жовтня (11 листопада) 1914 року був «старшим військовим цензором, об'єднуючим військову цензуру в місті Катеринославі», а з 7 (20) лютого 1915 року — наказом по Московському військовому округу № 133 -"старшим військовим цензором по Маріупольському, Бахмутському і Слов'яносербському повітам,  Катеринославської губернії, віднесених до Московському Військовому Округу ".
Наказом по військовому відомству від 6 (19) грудня 1915 року йому оголошено Імператором Миколою II «найвище благовоління за відмінно-ревну службу і особливі праці, викликані обставинами поточної війни».
Наказом по ОКЖ № 177 від 9 (22) грудня 1916 року, Терентьєва призначено начальником Казанського губернського жандармського управління (КГЖУ) замість раніше призначеного на цю посаду полковника В. В. Тржецяка.
Г. Л. Терентьєв прибув в Казань і вступив у виконання службових обов'язків начальника Казанського губернського жандармського управління, зданих йому полковником М. В. Прогнаєвським, в день початку лютневої революції — 23 лютого (8 березня) 1917 року.
1 (14) березня 1917 року він взяв участь у нараді в Казанського віцегубернатора С. С. Дяченка, на якій оголошено про революцію в Петрограді і розгром у столиці всіх урядових установ.
Через декілька днів Г. Л. Терентьєв і два його помічника були заарештовані.
В серпні 1917 року заарештовані були відпущені під грошову заставу і терміново залишили Казань.

### Еміграція
Відомо, що після серпня 1917 року Герасим Львович Терентьєв проживав в Україні. Надалі він емігрує за кордон з усією своєю родиною, крім сина — Ігора, який безуспішно намагався емігрувати в 1922 році.
Терентьєва переїхали спочатку до Стамбула (Туреччина), а звідти до Франції.

## Родина
Герасим Львович Терентьєв був одружений з уродженкою Харківської губернії, донькою відставного ротмістра Єлисаветою Михайлівною фон Дерфельден.
Родина мала двох синів і двох дочок:
- Терентьєв Ігор Герасимович (17(29) грудня 1892),
- Терентьєв Володимир Герасимович (17 (29) травня 1894),
- Ольга Герасимівна (28 квітня (11 лютого) 1897),
- Тетяна Герасимівна (18 (31) травня 1900).

## Нагороди
- Орден Святого Станіслава 3-го ступеня 5/17 квітня 1898 року;
- Орден Святої Анни 2-го ступеня 6/19 грудня 1905 року і 3-го ступеня 6/19 квітня 1903 року;
- Орден Святого Володимира 3-го ступеня 22 березня/4 квітня 1915 року і 4-го ступеня 22 квітня/5 травня 1907 року;
- Медаль «У пам'ять царювання імператора Олександра III» 5/17 липня 1896 року;
- Медаль «В пам'ять 100-річчя Вітчизняної війни 1812 р» 12/25 листопада 1912 року;
- Медаль «У пам'ять 300-річчя царювання дому Романових» 29 жовтня /11 листопада 1913 року.